# Герти (Оклахома)
Герти (енгл. Gerty) град је у америчкој савезној држави Оклахома.

## Демографија
По попису из 2010. године број становника је 118, што је 17 (16,8%) становника више него 2000. године.
| Група             | 2000.      | 2010.      |
| Белци             | 83 (82,2%) | 89 (75,4%) |
| Афроамериканци    | 0 (0,0%)   | 0 (0,0%)   |
| Азијати           | 0 (0,0%)   | 0 (0,0%)   |
| Хиспаноамериканци | 1 (1,0%)   | 4 (3,4%)   |
| Укупно            | 101        | 118        |